# 阿萊姆達爾·卡拉馬諾夫
阿萊姆達爾·薩比托維奇·卡拉馬諾夫（烏克蘭語：Алемдар Сабітович Караманов；1934年9月10日—2007年5月3日）是一名經歷蘇聯時期的烏克蘭作曲家，先後被受授於烏克蘭人民藝術家、塔拉斯·舍甫琴科國家獎章的榮譽，他出身於辛菲洛普，大學及研究院時期於莫斯科攻讀，學成後則選則回到故鄉從事音樂活動，一直至逝世為止。
1992年，卡拉馬諾夫參加了蘇聯解體後，由烏克蘭為其加盟共和國克里米亞自治共和國所舉辦的新國歌徵曲比賽，並且勝出。及後經公投及國會確認通過後，正式成為了克里米亞的國歌，他亦因此被授於「克里米亞榮譽公民」的稱號。2014年克里米亞自治共和國脫離烏克蘭獨立，改稱為克里米亞共和國並改為加入俄羅斯聯邦，他所寫的國歌仍然源用，成為了克里米亞國歌。
卡拉馬諾夫以其24首交響曲為其代表作，當作又以第11-14號交響曲以共10個部份串連起來成為第一套「交響曲套曲」，以及由第18-23號交響曲所組成的第二套「交響曲套曲」較為人所認識。他的作品附有十分重的宗教味道，自少於東正教家庭長大，但完成了研究院課程回到辛菲洛普後，卻改信了基督教及接受洗禮。他的兩套「交響曲套曲」都是以基督教的信仰為元素，並以聖經內容為樂曲的背景主題。

## 主要作品[1]
芭蕾舞劇
- 《小行星》 (1957，與E. Krilatia 共同創作)
- 《超越愛情》(1961)

合唱交響樂作品
- 《聖母悼歌》(1967)
- 《安魂曲》(1971)
- 交響清唱劇《阿華利穆什凱旳傳奇》(1954-1989)
- 清唱劇《已婚的士兵》(1963),
- 克里米亞自治共和國國歌 (1992)
- 《克森尼索之謎》(1994)

交響樂
- 24首交響曲
- 《兒童組曲》
- 4首交響詩
- 4首序曲
- 《英勇之舞》(1961)

協奏曲
- 3首鋼琴協奏曲 (1958, 1961, 1967)
- 2首小提琴協奏曲 (1961, 1964)
- 小提琴與樂團《東方隨想曲》(1961)
- 小號與爵士樂團協奏曲(1965)

室樂及器樂
- 3首絃樂四重奏(1953, 1954, 1963)
- 4首鋼琴奏鳴曲(1953, 1955, 1960, 1961)
- 《季節》(1954)
- 《音樂》(1962-63)
- 16齣兒童戲劇
- 19首賦格

獨唱、歌曲
- 《非洲之歌》(1962)
- 《格拉納達的罪案》(1963)
- 《星》(1970)

電影配樂
- 《普通的法西斯》(1965-1966)
- 《勝利策略》(1985)

## 紀念
1980年，尼古拉·切爾尼赫將其發現的編號為4274的小行星命名為卡拉馬諾夫，以此來紀念他。

## 外部連結
- 卡拉馬諾夫官方網站（俄文）（英文）